# Cordaje
En el tenis, un cordaje es parte de una raqueta de tenis que hace contacto con la pelota. Los cordajes forman una red tejida dentro de la cabeza (o "aro") de la raqueta. Estas cuerdas se hacen con una variedad de materiales y poseen propiedades que han sido medidas, tales como rigidez dinámica, la retención de la tensión, el grosor (calibre), cadena de textura (forma de la cuerda) variable, y eficiencia en el rebote.

## Composición
El material utilizado en el cordaje puede afectar significativamente al rendimiento de un jugador y su salud. Varios materiales se utilizan para hacer las cuerdas. Varían en términos de elasticidad, durabilidad, eficiencia del rebote, la tensión que soporta, y el coste de fabricación, entre otras consideraciones.

### Tripa natural
El intestino de los animales es el material más resistente utilizado para hacer cuerdas de tenis. Tiene una mejor retención de la tensión que cualquier otro material, y también es más suave que cualquier otro material utilizado. Proporciona mayor cantidad de energía en el retorno, lo que significa que es la cuerda más eficiente. Se mantiene suave a altas tensiones, mientras que otros materiales tienden a endurecerse de forma espectacular. Esto permite a los jugadores mejorar el control de la pelota sin perder mucha eficiencia del rebote (potencia) y sin aumentar en gran medida el impacto de choque, lo que puede afectar el codo y otras articulaciones.
Sus principales inconvenientes son sus altos costos de fabricación, debilidad de las tensiones de golpes fuera del centro (típico de los jugadores principiantes), control de calidad variable, dependiendo de las condiciones de la marca, por lotes, edad, almacenamiento y grado, dificultad de encordar debido a su delicadeza, y la poca durabilidad cuando se humedece. La tripa natural es muy sensible a los diferentes tipos de clima y aquellos jugadores que lo utilizan normalmente llevan varias raquetas con diferentes tensiones para compensar esto. Algunos jugadores encuentran el intestino de alta calidad para ser más duraderas que muchos otros tipos de cordajes debido a su excelente retención de la tensión. Esto puede ayudar a compensar el alto costo inicial. El uso de un patrón de encordado cerrado también aumenta la longevidad de la tripa natural.
La tripa natural se produce por secado de las fibras extraídas de una parte del intestino de la vaca llamada membrana serosa, que contiene colágeno diseñado para soportar el estiramiento y la contracción del intestino. Es esta elasticidad la que hace las fibras útiles para el cordaje. Los intestinos de las ovejas también se han utilizado para cuerdas de la raqueta en el pasado.
El primer cordaje de tripa natural se rumorea que fue fabricado en 1875 por Pierre Babolat, que pondría en marcha "VS Brand Gut" cincuenta años más tarde. tripa natural que se ofrece habitualmente en forma revestida, para reducir su tendencia a desmoronarse, sobre todo en entorno húmedo o mojado.

### Multifilamento, o "Multi"

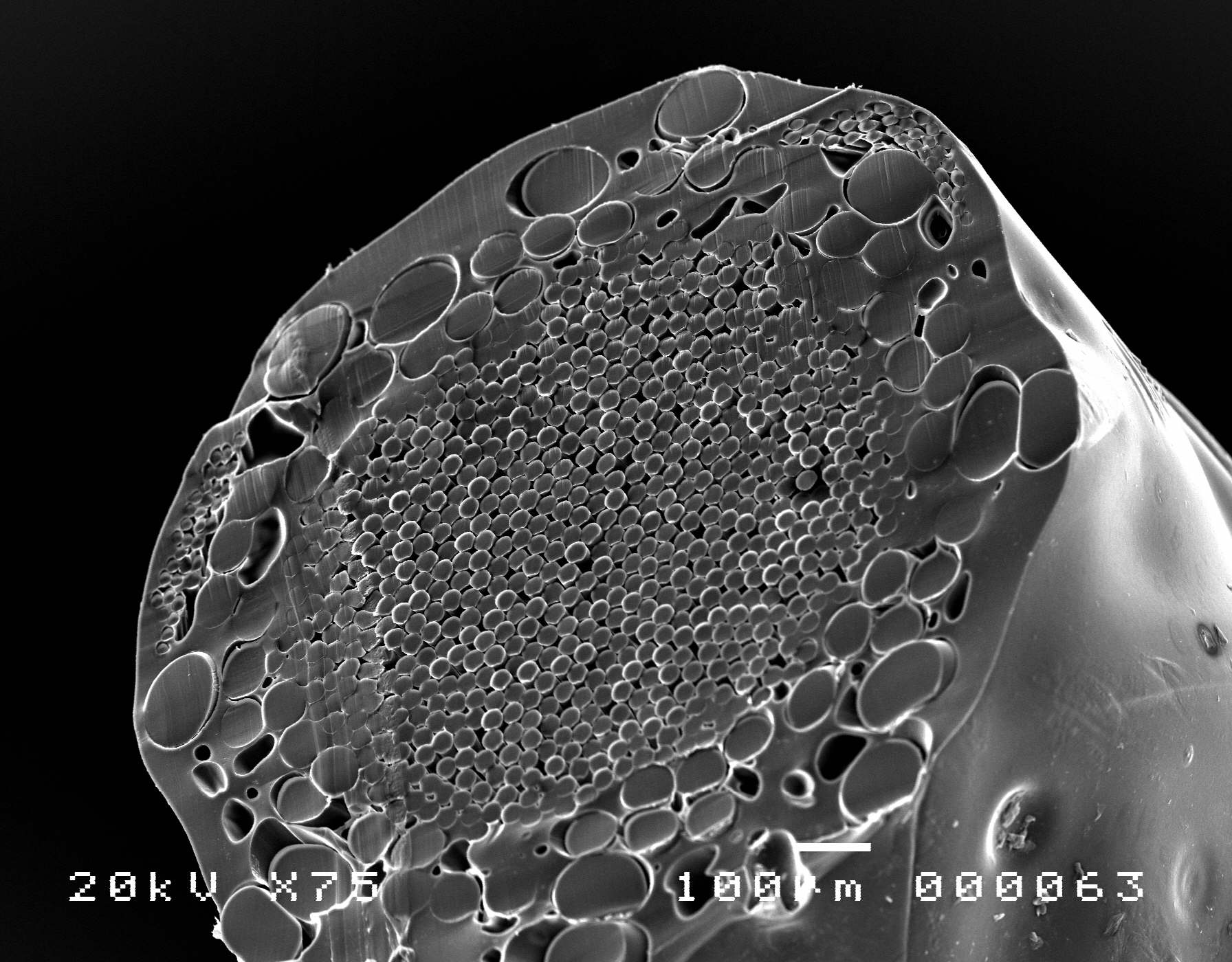
Micrografía SEM de un cordaje multifilamento seccionado

Cordajes multifilamentos, conocidos comúnmente como "multis" son cordajes que tienen más de un filamento. Se hacen comúnmente de muchos filamentos de nailon, pero pueden incorporar otros materiales, tales como poliuretano, Zyex, Vectran, Kevlar, y otros materiales. Los cordajes multifilamentos ofrecen una mejor elasticidad que los cordajes de un solo filamento, pero por lo general son de menor durabilidad. Ningún cordaje multifilamento mantiene su tensión, así como la tripa natural, y ninguno de ellos es tan suave.
Sin embargo, en comparación con monofilamento de "tripa sintética", los cordajes multifilamentos pueden ofrecer una aproximación mucho más cerca del rendimiento tripa natural. Los cordajes multifilamentos suaves se pueden hacer con Zyex y poliolefina, aunque algunos de los más suaves de estos cordajes ya no están en el mercado.

### Nailon
El nailon es el material más popular para los jugadores aficionados debido a su bajo coste y la mejora en la elasticidad ofrecido por los cordajes multifilamentos. Los recubrimientos para cuerdas de nailon resistentes al desgaste son comunes, especialmente con los cordajes multifilamentos, debido a que el exterior de los filamentos tienden a romperse primero por como se utiliza la raqueta.

## ¿Porqué se rompen los cordajes?
Las cuerdas verticales, (van de arriba abajo), son la que dan efecto a la pelota. El motivo por el cual las cuerdas pueden llegar a romperse es porque al hacer el movimiento de golpeo, existe una fricción con las cuerdas verticales, que hacen que provoquen una fuerza que en algunas ocasiones provocan la rotura de las cuerdas.
Otros motivos que hacen que se rompan son, por ejemplo, el mal golpeo, es decir, no dar a la pelota por el centro de la raqueta. También el mal cordaje de una raqueta puede llegar a provocar la rotura.
Para información del jugador, el patrón del cordaje de las raquetas se compone por la siguiente regla:
Cuanto mayor cordaje haya en una raqueta, mayor vida útil y control tendrá, pero por el contra tendrá un menor spin en el golpeo.
Por otra parte, cuanto menos cordaje tenga una raqueta, menor vida útil tendrá, pero a cambio nos proporcionará una mayor potencia al igual que un mayor spin.

## Grosor de las cuerdas
El grosor de las cuerdas de una raqueta puede ayudar a determinar su grado de tacto, potencia y control. El intervalo de este grosor va desde los 1,10mm (los más frágiles), hasta los 1,40mm (los más resistentes).
Para hacernos una idea, el jugador chileno, Fernando González, utiliza el grosor mínimo del cordaje, 1,25mm. Ello hace que el cordaje tienda a romperse con mayor facilidad, pero a cambio proporciona un mayor tacto y potencia.

## Tensión en el cordaje
La tensión en el cordaje sirve para adecuar la potencia del golpeo según las necesidades del jugador.
Una mayor tensión de las cuerdas hace que ganemos control en el impacto, mientras que menor tensión provoca un aumento de la potencia.
Hay tres tipos de superficies jugables en el tenis: Tierra, pista rápida y hierba.
En la primera es aconsejable tener una menor tensión en el cordaje, ya que lo que buscamos en esta superficie es mayor potencia en el golpeo. Mientras que en las otras dos superficies es recomendable una mayor tensión, ya que lo que se busca es un mayor control en el golpe.